# Гетц, Дон
Дональд Джей Гетц (англ. Donald Jay Gaetz; род. 22 января 1948, Северная Дакота) — американский государственный деятель, президент Сената Флориды (2012—2014).

## Биография
Родился 22 января 1948 года в Рагби, штат Северная Дакота, США, в семье Олив и Джерри Гетц, бывшего мэра Рагби и законодателя штата. Его отец Джерри был кандидатом на пост вице-губернатора Северной Дакоты на праймериз Республиканской партии в 1964 году, где он умер от сердечного приступа после выступления в поддержку Барри Голдуотера.
Гетц окончил колледж Конкордия в Морхеде, штат Миннесота, получив степень бакалавра в области религии и политологии, а затем окончил Тройский университет, получив степень в области государственного управления и образования. В 1978 году Гетц переехал во Флориду.

## Карьера
После окончания обучения Гетц работал администратором в больнице в Джэксонвилле и сыграл одну из ключевых ролей в принятии законопроекта о создании программ хосписного ухода для неизлечимо больных.
Когда действующий сенатор штата Чарли Клэри отказался от выдвижения своей кандидатуры в 2006 году из-за ограничения по срокам, Гетц баллотировался на его место от 4-го округа штата. Его оппонентка на республиканских праймериз Холли Бенсон отказалась от выдвижения, что позволило ему без особого сопротивления одержать победу на предварительных, а затем и на всеобщих выборах.
Во время своего первого срока в Сенате Флориды Гетц занимал пост председателя Комитета по образованию, а с 2012 по 2014 год занимал пост президента Сената Флориды.
В октябре 2023 года, после семилетнего перерыва, Гетц объявил о повторном выдвижении своей кандидатуры в Сенат Флориды. В ноябре 2024 года он одержал победу на всеобщих выборах, набрав 64,6% голосов.

## Личная жизнь
Гетц и его супруга Виктория проживают в Сисайде, штат Флорида. У них есть двое детей: сын Мэтт, который был членом Палаты представителей США, и дочь Эрин, которая являлась директором по обработке цифровых данных во время президентской кампании Джеба Буша в 2016 году.